# Boeing New Midsize Airplane

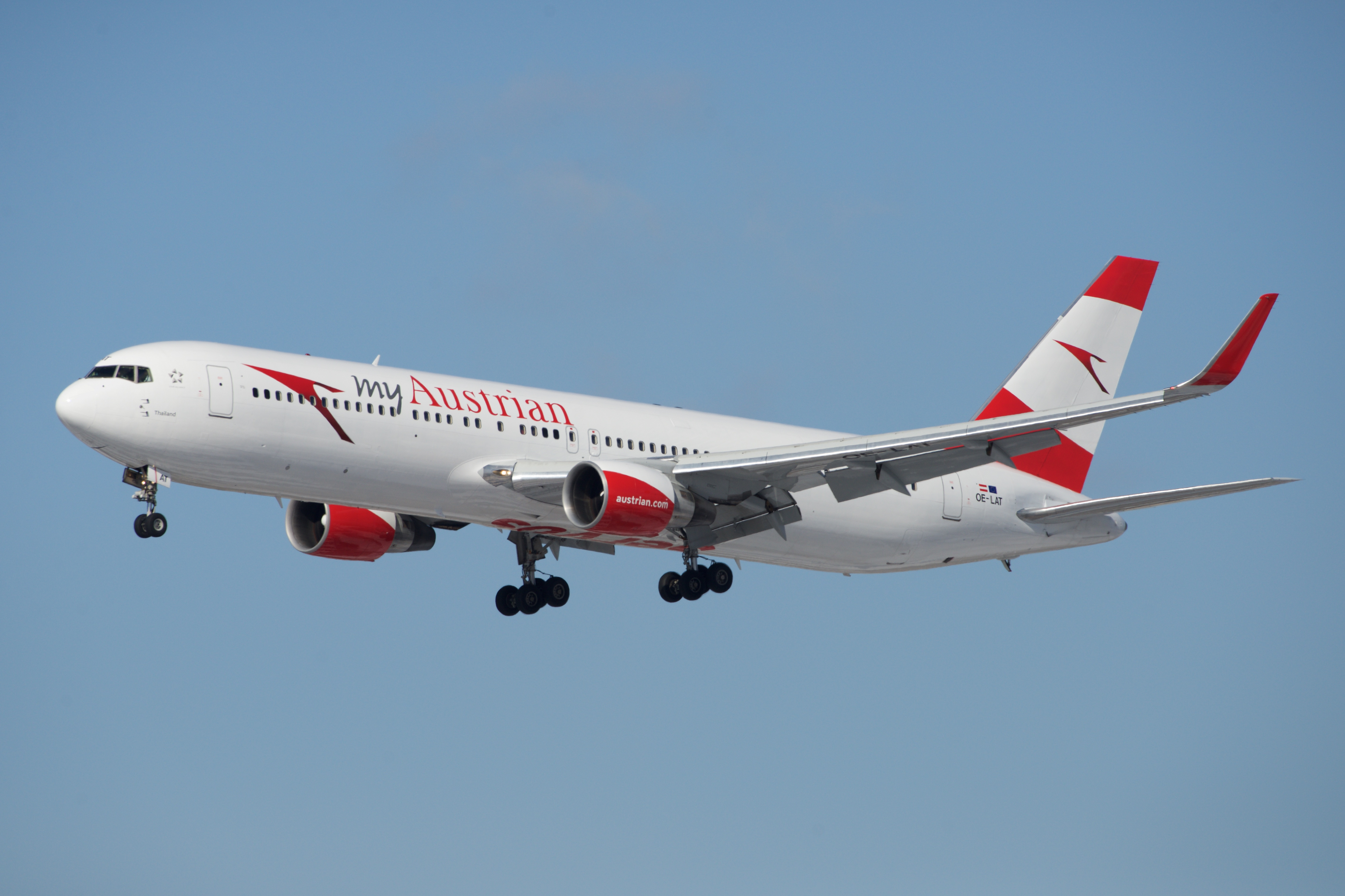
Boeing 767-300ER: Bisherige Ausführung eines MoM-Flugzeuges mit zwei Gängen

Das New Midsize Airplane (kurz NMA, inoffiziell Boeing 797) war ein Projekt für ein zweistrahliges Mittelstrecken-Verkehrsflugzeug des US-amerikanischen Flugzeugherstellers Boeing mit einer Reichweite von 8000 Kilometern und einer Kapazität für 225 bis 270 Passagiere. Boeing verfolgte das Projekt ab 2020 nicht weiter.

## Hintergrund
Das NMA-Projekt sollte die Nachfolge der 2004 eingestellten Boeing 757 antreten und in direkter Konkurrenz zu dem Airbus A321neo mit erhöhter Reichweite stehen. Die Leitung des Projekts übernahm der damalige Boeing-787-Programmleiter Mark Jenks.
Geplant war ein ovaler Rumpf mit zwei Gangreihen (englisch twin aisle) für schnelles Boarding. Nach offizieller Planung von 2017 sollte der Jet 2025 in Dienst gehen, Insiderberichten zufolge jedoch erst 2027. Die Entwicklung begann 2019 und sollte voraussichtlich 15 Mrd. US-Dollar kosten. Boeing rechnete mit einem Markt von bis zu 4000 Flugzeugen.
Nach dem Absturz zweier Boeing 737 MAX in den Jahren 2018 und 2019 geriet der Hersteller in eine schwere Krise.
Boeings neuer CEO David Calhoun kündigte im Januar 2020 eine Prüfung des Projekts an und erklärte, Boeing wolle sich vorwiegend auf existierende Produkte fokussieren.
Im Juni 2022 erklärte Boeing, es werde das NMA-Projekt für „einige Jahre“ nicht weiterverfolgen, es bedürfe signifikante Fortschritte in der Entwicklung einer neuen Triebwerksgeneration und ausreichende Reife neuer digitaler Entwicklungswerkzeuge.

### Einsatzprofil
Die Boeing 797 wäre als Middle-of-the-Market-(MoM)-Flugzeug hinsichtlich Passagierkapazität und Reichweite zwischen den klassischen Kurzstreckenflugzeugen wie der Boeing 737 und Langstreckenflugzeugen wie der Boeing 777 und Boeing 787 anzusiedeln gewesen. Flugzeuge dieser Kategorie bedienen heute vor allem längere Inlandsflüge in den Vereinigten Staaten sowie kurze Transatlantikstrecken. MoM-Flugzeuge waren im Boeing-Portfolio zuletzt durch die Boeing 757 als längstes Schmalrumpfflugzeug und die Boeing 767 als kompaktes Großraumflugzeug vertreten, seit Produktionsende deren Passagierversionen 2004 bzw. 2014 klafft jedoch eine Lücke im Angebot zwischen der 737-900ER (max. 220 Passagiere, 5925 km Reichweite) als größte 737-Version und der 787-8 (max. 381 Passagiere, 13.620 km Reichweite) als kleinste 787-Version.
Mit Reichweiten von ca. 9000 km wären neben allen nordamerikanischen Inlandsflügen auch (eine entsprechende ETOPS-Zertifizierung vorausgesetzt) die meisten klassischen Transatlantikstrecken mit der Boeing 797 bedienbar gewesen. Durch die angestrebten niedrigeren Kosten pro Passagierkilometer sollten sich so auch weniger stark nachgefragte Direktverbindungen im Point-to-Point-System wirtschaftlich rentabel betreiben lassen.

### Konkurrenz von Airbus
Hauptkonkurrent Airbus kündigte im Jahre 2014 an, den MoM-Bereich durch ein reichweitenstärkeres A321-Derivat mit abdecken zu wollen. Als Airbus A321 LR wird dieses seit Ende 2018 ausgeliefert und von Airbus als 757-Ersatz mit erhöhter Reichweite, niedrigeren Betriebskosten und einer um 16 cm breiteren Kabine vermarktet. Im Jahre 2018 kündigte das Unternehmen dann auch einen Airbus A321 XLR mit nochmals erhöhter Reichweite an und brachte diesen Ende 2024 auf den Markt. Das erste Flugzeug dieser Baureihe ging an die Fluggesellschaft Iberia.

### Varianten
Das Konzept für die 797 sah zwei Varianten des Flugzeugtyps vor. Die kleinere Boeing 797-6X sollte voraussichtlich 225 Passagieren bei einer Reichweite von 9260 Kilometern Platz bieten und zuerst auf den Markt kommen, zwei Jahre später sollte die etwas größere Boeing 797-7X für 265–275 Passagiere bei 8330 km Reichweite folgen.